# Kevin Cordes
Kevin Cordes (Naperville, 13 agosto 1993) è un nuotatore statunitense.
Specializzato nella rana, ha vinto una medaglia d'oro e una di bronzo ai Campionati mondiali di nuoto in vasca corta 2012 di Istanbul.
Nel 2013, ai mondiali di Barcellona arriva settimo nella gara dei 100 m rana con il tempo di 1'00"02, nei 50 m rana arriva 21º in batteria, mentre nei 200 m manca la finale di un posto, per soli 2 centesimi di secondo.
Nella finale della staffetta mista effettua un cambio anticipato di -0,04, appena un centesimo sotto il consentito, causando la squalifica della staffetta statunitense.

## Palmarès
- Giochi olimpici

Rio de Janeiro 2016: oro nella 4x100m misti.
- Mondiali

Kazan 2015: oro nella 4x100m misti, argento nei 200m rana e nella 4x100m misti mista e bronzo nei 50m rana.
Budapest 2017: oro nella 4x100m misti e nella 4x100m misti mista e argento nei 100m rana.
- Mondiali in vasca corta

Istanbul 2012: oro nella 4x100m misti e bronzo nei 100m rana.
- Campionati panpacifici di nuoto

Gold Coast 2014: oro nella 4x100m misti.
- Giochi panamericani

Lima 2019: bronzo nei 100m rana.

## International Swimming League
| Stagione 2019 | Stagione 2020 | Stagione 2021 |
| ------------- | ------------- | ------------- |
| DC Trident    | Cali Condors  | Cali Condors  |